# Saint-Gilles-Pligeaux

Saint-Gilles-Pligeaux este o comună în departamentul  Côtes-d'Armor, Franța. În 1 ianuarie 2022 avea o populație de 304 de locuitori.